# Guarujá do Sul
Guarujá do Sul é um município brasileiro do estado de Santa Catarina. Localiza-se a uma latitude 26º23'07" sul e a uma longitude 53º31'40" oeste, estando a uma altitude de 707 metros. Sua população estimada em 2011 era de 4.924 habitantes.
Guarujá do Sul-SC foi colonizada a partir da década de 1940 por imigrantes descendentes de italianos e de alemães oriundos do Rio Grande do Sul. 
Um rico empresário da região, que viajava com frequência para São Paulo, batizou a vila recém-fundada com o nome da praia paulista frequentada por ele. Como forma de subsistência e para conseguir espaço para a lavoura, os colonizadores dedicaram-se à extração de madeira até que as árvores se tornassem escassas.

## História
Guarujá do Sul foi colonizada a partir da década de 1940 por imigrantes descendentes de italianos e alemães oriundos do Rio Grande do Sul. (O resto da história está no último parágrafo do texto principal.)

## Destaque
Gruta de São Cristóvão

## Vias de acesso
O principal acesso é pela rodovia BR-163, a partir da BR-282. 
Embora somente o União, que tem sede na vila do Pessegueiro, tenha se destacado, o futebol amador de Guarujá do Sul é feito de outras equipes, como Nacional Futebol Clube,Esporte Clube Metropol, de Beato Roque, Esporte Clube Aliança, de Linha Baixo Arara,e o Juventus, de Taquarussu.